# Sada Nahimana
Sada Nahimana (Burundi, 21 aprile 2001) è una tennista burundese.

## Carriera
Sada Nahimana ha vinto 5 titoli in singolare e 8 titoli in doppio nel circuito ITF in carriera. Il 1º agosto 2022 ha raggiunto il best ranking in singolare raggiungendo la 281ª posizione mondiale, mentre il 25 luglio 2022 ha raggiunto la 355ª posizione in doppio.

### 2018-2022: Debutto nel Tour e prima convocazione in Billie Jean King Cup
Ha fatto il suo debutto nel circuito maggiore al Grand Prix SAR La Princesse Lalla Meryem 2018 grazie ad un invito nel tabellone di doppio, insieme all'egiziana Sandra Samir; sono state sconfitte all'esordio dalla terze teste di serie Monique Adamczak e Xenia Knoll. La Nahimana è così diventata la prima tennista burundese della storia a fare un'apparizione in un torneo WTA in doppio.
Al Grand Prix SAR La Princesse Lalla Meryem 2019 ha ricevuto il suo primo invito per partecipare ad un torneo WTA nel singolare, prendendo parte nelle qualificazioni, ma ha perso al primo turno da Martina Trevisan. Ha ricevuto un invito anche nel doppio insieme alla marocchina Lina Qostal; le due sono uscite di scena al primo round ad opera delle belghe Greet Minnen e Alison Van Uytvanck.
Nel 2022, ha preso nuovamente parte alle qualificazioni del Grand Prix SAR La Princesse Lalla Meryem 2022, dove anche questa volta è stata eliminata subito dalla russa Ekaterina Rejngol'd. Al secondo turno del torneo ITF di Olomuc, ha sorprendentemente battuto la francese Kristina Mladenovic, seconda testa di serie ed ex numero 10 del mondo.
Lo stesso anno ha fatto il suo debutto per la squadra burundese di Fed Cup, dove ha un bilancio complessivo di 9 vittorie e 5 sconfitte.

### 2023-2025: Prima apparizione e vittoria nel WTA Tour
Al Grand Prix SAR La Princesse Lalla Meryem 2023 fa la storia, diventando la prima tennista burundese a disputate un incontro in un main draw di un torneo WTA di singolare, dove viene sconfitta nel primo turno dalla croata Jana Fett in due set.
Dopo essersi qualificata per il Grand Prix SAR La Princesse Lalla Meryem 2025, Sada diventa la prima tennista burundese della storia a vincere un incontro di un torneo WTA, battendo la wildcard Aya El Aouni in due parziali. Nel secondo turno cede alla decima testa di serie Jéssica Bouzas Maneiro in tre set. All'Hamburg European Open 2025 viene ripescata come lucky loser (approfittando del ritiro di Elsa Jacquemot), ma viene facilmente sconfitta dalla veterana ed ex campionessa del torneo Arantxa Rus all'esordio.

## Statistiche ITF

### Singolare

#### Vittorie (5)
| Torneo $100.000 (0) |
| Torneo $80.000 (0)  |
| Torneo $60.000 (0)  |
| Torneo $40.000 (3)  |
| Torneo $25.000 (1)  |
| Torneo $15.000 (1)  |

| N. | Data             | Torneo                      | Superficie  | Avversaria in finale          | Punteggio     |
| 1. | 14 ottobre 2019  | Governor's Cup Lagos, Lagos | Cemento     | Laura Pigossi                 | 2-6, 6-4, 6-3 |
| 2. | 25 aprile 2021   | Tennis Organisation, Adalia | Terra rossa | Anastasija Soboljeva          | 6-4, 7–6(8)   |
| 3. | 7 settembre 2024 | Naparis Trophy, Slobozia    | Terra rossa | Dejana Radanović              | 6-4, 6-1      |
| 4. | 30 marzo 2025    | Bujumbura Open, Bujumbura   | Terra rossa | Émeline Dartron               | 6-1, 6-1      |
| 5. | 6 aprile 2025    | Bujumbura Open, Bujumbura   | Terra rossa | Tiantsoa Rakotomanga Rajaonah | 6-3, 6-2      |

#### Sconfitte (7)
| Torneo $100.000 (0) |
| Torneo $80.000 (0)  |
| Torneo $60.000 (1)  |
| Torneo $40.000 (0)  |
| Torneo $25.000 (3)  |
| Torneo $15.000 (3)  |

| N. | Data              | Torneo                          | Superficie  | Avversaria in finale | Punteggio     |
| 1. | 11 agosto 2019    | ITF World Tour Nairobi, Nairobi | Cemento     | Mahak Jain           | 1-6, 4-6      |
| 2. | 18 agosto 2019    | ITF World Tour Nairobi, Nairobi | Cemento     | Mahak Jain           | 1-6, 1-6      |
| 3. | 10 novembre 2019  | Magic Tours, Monastir           | Cemento     | Lucrezia Stefanini   | 4-6, 0-6      |
| 4. | 28 agosto 2022    | Zubr Cup, Přerov                | Terra rossa | Barbora Palicová     | 2-6, 6-1, 0-6 |
| 5. | 9 aprile 2023     | Bujumbura Open, Bujumbura       | Terra rossa | Alice Robbe          | 1-6, 4-6      |
| 6. | 21 aprile 2024    | Hammamet Open, Hammamet         | Terra rossa | Alison Van Uytvanck  | 4-6, 2-6      |
| 7. | 1º settembre 2024 | TCCB Open, Collonge-Bellerive   | Terra rossa | Ayla Aksu            | 6-3, 1-6, 4-6 |

### Doppio

#### Vittorie (8)
| Torneo $100.000 (0) |
| Torneo $80.000 (0)  |
| Torneo $60.000 (1)  |
| Torneo $40.000 (1)  |
| Torneo $25.000 (5)  |
| Torneo $15.000 (1)  |

| N. | Data             | Torneo                       | Superficie  | Compagna               | Avversarie in finale                           | Punteggio        |
| 1. | 24 aprile 2021   | Tennis Organisation, Adalia  | Terra rossa | Olivia Gadecki         | Lee So-ra Misaki Matsuda                       | 6-3, 1-6, [11-9] |
| 2. | 23 luglio 2022   | ITS Cup, Olomouc             | Terra rossa | Giulia Gatto-Monticone | Ilona Georgiana Ghioroaie Oana Georgeta Simion | 6-1, 1-6, [10-5] |
| 3. | 21 gennaio 2023  | Magic Tours, Monastir        | Cemento     | Andreea Prisăcariu     | Alëna Fomina-Klotz Iryna Šymanovič             | 7-5, 6-4         |
| 4. | 22 dicembre 2023 | Nairobi Women's, Nairobi     | Terra rossa | Angella Okutoyi        | Jessie Aney Lena Papadakis                     | 6-4, 3-6, [10-7] |
| 5. | 13 aprile 2024   | Bujumbura Open, Bujumbura    | Terra rossa | Kamilla Bartone        | Naïma Karamoko Diāna Marcinkēviča              | 4-6, 6-3, [10-7] |
| 6. | 17 agosto 2024   | Bydgoszcz Women's, Bydgoszcz | Terra rossa | Rinon Okuwaki          | Maryna Kolb Nadiia Kolb                        | 6-4, 6-1         |
| 7. | 4 gennaio 2025   | Nairobi Women's, Nairobi     | Terra rossa | Rinon Okuwaki          | Alyssa Réguer Vicky Van de Peer                | 7-6(3), 6-2      |
| 8. | 11 gennaio 2025  | Nairobi Women's, Nairobi     | Terra rossa | Angella Okutoyi        | Demi Tran Lian Tran                            | 6-3, 6-3         |

#### Sconfitte (9)
| Torneo $100.000 (0) |
| Torneo $80.000 (0)  |
| Torneo $60.000 (2)  |
| Torneo $40.000 (1)  |
| Torneo $25.000 (5)  |
| Torneo $15.000 (1)  |

| N. | Data            | Torneo                               | Superficie  | Compagna           | Avversarie in finale                  | Punteggio            |
| 1. | 2 novembre 2019 | Magic Tours, Tabarka                 | Cemento     | Yasmine Mansouri   | Julyette Steur Hanna Poznichirenko    | 6(9)-7, 3-6          |
| 2. | 5 giugno 2021   | Krka Open Otocec, Otočec             | Terra rossa | Pia Lovrič         | Ulrikke Eikeri Réka Luca Jani         | 7-5, 4-6, [5-10]     |
| 3. | 26 giugno 2021  | Engie Open du Périgord, Périgueux    | Terra rossa | Anna Sisková       | Diane Parry Margot Yerolymos          | 4-6, 2-6             |
| 4. | 23 ottobre 2021 | ITF Future Hamburg, Amburgo          | Cemento (i) | Olivia Gadecki     | Kamilla Bartone Ylena In-Albon        | 4-6, 3-6             |
| 5. | 7 aprile 2024   | Bujumbura Open, Bujumbura            | Terra rossa | Kamilla Bartone    | Weronika Falkowska Stéphanie Visscher | 3-6, 6-4, [5-10]     |
| 6. | 12 ottobre 2024 | ForteVillage ITF Trophy, Pula        | Terra rossa | Jaeda Daniel       | Anastasia Abbagnato Miriana Tona      | 7-6(3), 3-6, [10-12] |
| 7. | 2 novembre 2024 | Engie Open Nantes Atlantique, Nantes | Cemento (i) | Diāna Marcinkēviča | Tyra Caterina Grant Camilla Rosatello | 2-6, 1-6             |
| 8. | 19 aprile 2025  | Ladies Open de Calvi, Calvi          | Cemento     | Riya Bhatia        | Lia Karatančeva Lisa Zaar             | 4-6, 3-6             |
| 9. | 5 luglio 2025   | Raiffeissen Bank Open, Bucarest      | Terra rossa | Riya Bhatia        | Estelle Cascino Patricia Maria Țig    | 6-4, 3-6, [6-10]     |